# Roaring Years
Roaring Years (italienska: Anni ruggenti) är en italiensk komedifilm från 1962 regisserad av Luigi Zampa. Den bygger löst på pjäsen Revisorn av Nikolaj Gogol. Filmen fick utmärkelsen "Best Feature" vid Locarno International Film Festival.

## Skådespelare
- Nino Manfredi som Omero Battifiori
- Gino Cervi som Salvatore Acquamano
- Michèle Mercier som Elvira
- Gastone Moschin som Carmine Passante
- Salvo Randone som  Il medico antifascista
- Angela Luce som Rosa De Bellis
- Rosalia Maggio som Donna Nunzia
- Linda Sini
- Carla Calò
- Annetta Esposito
- Gino Brillante
- Giuseppe Ianigro som Nicola De Bellis
- Gaetano Morino
- Enzo Petito
- Mara Maiello
- Ruggero Pignotti
- Massimo Marchetti
- Lino Crispo
- Mario Passante
- Nunzia Fumo
- Totò Ponti
- Giulio Marchetti
- Livia Grazioli
- Fanfulla
- Alfredo Rizzo